# 安濃村
安濃村（あのうむら）は三重県安濃郡にあった村。現在の津市安濃町の南東部、安濃川の中流左岸、伊勢自動車道・安濃サービスエリアの西方一帯にあたる。

## 地理
- 山岳：藤塚山
- 河川：安濃川、美濃屋川

## 歴史
- 1889年（明治22年）4月1日 - 町村制の施行により、曽根村・清水村・太田村・内多村・安濃村の区域をもって発足。
- 1955年（昭和30年）1月15日 - 草生村・村主村・明合村と合併して協和村が発足。同日安濃村廃止。
- 1955年（昭和30年）2月11日 - 協和村が安濃村に改称。

## 交通

### 鉄道路線
- 安濃鉄道
  - 本線（1944年休止、1972年廃止）
    - 曽根駅 - 内多駅 - 安濃駅

### 道路
現在は伊勢自動車道の安濃サービスエリア（上り線）が所在するが、当時は未開通。